# レニエル・ヒューゴ
レニエル・ヒューゴ（Reniel Hugo、1990年7月19日 - ）は、ユナイテッド・ラグビー・チャンピオンシップシャークスに所属するラグビーユニオン選手。

## プロフィール
- 南アフリカ共和国ベルビル出身。
- ポジションはロック(LO)。
- 身長 197cm、体重 110kg
- 南アフリカ学生代表に選ばれたことがある[1]。

## 略歴
ステレンボッシュ大学、チーターズを経て、2018年、トヨタ自動車ヴェルブリッツ(現・トヨタヴェルブリッツ)に加入。同年9月1日に行われたジャパンラグビートップリーグ第1節のサントリーサンゴリアス戦にて先発出場で日本での公式戦初出場を果たす。
2020年、トヨタ自動車ヴェルブリッツを退団後、チーターズを経て、同年、シャークスに加入。